# Holmeja
Holmeja (uttalas [hɔlˈmɛja]) är en tätort i Svedala kommun i Skåne län.
Holmeja ligger nära Sturups flygplats och nära länsväg 108 mellan Svedala och Lund.

## Tidig historia
I september 1975 grävdes det upp torv på en mosse, som låg på Norregårdens ägor. Då upphittades två blanka objekt när de ramlade ner. De visade sig vara två fragment från en skalle delad i flera delar.
Skallen, som legat under vatten, tvättades inte vid fyndet utan gavs till Lunds universitet som gjorde en pollenanalys. Analysen visade hur länge skallen hade legat vid fyndplatsen. Sjön i vilken skallfragmenten hittades hade förmodligen funnits till lika länge, möjligen längre än, fragmenten (2000 f.Kr - 5000 f.Kr). Detta bevisar även att det fanns människor i trakten runt Holmeja på den tiden.
Senare skänktes skallfragmenten till skolmuseet i Torup där de ställdes ut i en monter under texten ”Baras äldste”.

## Befolkningsutveckling
| Befolkningsutvecklingen i Holmeja 1960–2020                                     | Befolkningsutvecklingen i Holmeja 1960–2020 | Befolkningsutvecklingen i Holmeja 1960–2020 | Befolkningsutvecklingen i Holmeja 1960–2020 | Befolkningsutvecklingen i Holmeja 1960–2020 |
| ------------------------------------------------------------------------------- | ------------------------------------------- | ------------------------------------------- | ------------------------------------------- | ------------------------------------------- |
|                                                                                 |                                             |                                             |                                             |                                             |
| År                                                                              |                                             |                                             | Folkmängd                                   | Areal (ha)                                  |
| 1960                                                                            | 1960                                        |                                             | 166                                         | ¤                                           |
| 1990                                                                            | 1990                                        |                                             | 195                                         | 15#                                         |
| 1995                                                                            | 1995                                        |                                             | 198                                         | 25#                                         |
| 2000                                                                            | 2000                                        |                                             | 209                                         | 25                                          |
| 2005                                                                            | 2005                                        |                                             | 232                                         | 25                                          |
| 2010                                                                            | 2010                                        |                                             | 239                                         | 25                                          |
| 2015                                                                            | 2015                                        |                                             | 226                                         | 24                                          |
| 2020                                                                            | 2020                                        |                                             | 258                                         | 31                                          |
| Anm.: Ny tätort 2000 ¤ Som tätortsbebyggelse med 150-199 invånare # Som småort. |                                             |                                             |                                             |                                             |

## Samhället
Holmeja består främst av villor. Här finns även Holmeja sågverk. I Holmeja finns det även en förskola i före detta Holmeja järnvägsstation.